# Índice de Hart-Becking
El índice de Hart-Becking (S), también conocido como coeficiente de espaciamiento, se define como la relación entre el espaciamiento medio del arbolado (a) y su altura dominante ({\displaystyle H_{0}}), expresado en tanto por cien, según la fórmula siguiente:
Asimismo, el espaciamiento medio {\displaystyle a} se deduce de la densidad {\displaystyle N}, existiendo distintos marcos de distribución uniforme (marco real o al tresbolillo) y la altura dominante {\displaystyle H_{0}} se define como la media de los 100 pies más gruesos por hectárea. De este modo, según los parámetros citados anteriormente, existen las siguientes fórmulas para el cálculo del espaciamiento medio {\displaystyle a} según la distribución:
- Marco de distribución real: {\displaystyle {\mathit {N={\frac {10,000}{a^{2}}}}}\,\!}
- Marco de distribución al tresbolillo: {\displaystyle {\mathit {N={\frac {20,000}{{\sqrt {3}}a^{2}}}}}\,\!}

El espaciamiento más ajustado a los montes no repoblados (o naturales), que son la mayoría, es el que se obtiene de los marcos de distribución al tresbolillo, puesto que en él caben un mayor número de pies por hectárea y es la situación que se da con más frecuencia.